# VirtueMart
Вечьюмарт (англ. VirtueMart, раніше відомий як «mambo-phpShop») — вільне програмне забезпечення для створення інтернет-магазину, створене для доповнення таких систем керування вмістом вебсайту, як Mambo та Joomla. VirtueMart написаний на PHP і використовує базу даних MySQL. Найбільш підходить для вебсайтів з низьким або середнім рівнем відвідувань. VirtueMart захищений ліцензією GNU GPL. 

## Історія
VirtueMart з'явився вперше у вигляді автономної програми phpShop для створення інтернет-магазину. Оригінальна назва CMS — «mambo-phpShop», це перший спеціально створений компонент електронної комерції для системи управління сайтом Mambo. Після того як Mambo відокремився від Joomla, розробник поміняв бренд mambo-phpShop на VirtueMart, який офіційно підтримує новішу систему управління сайтами Joomla. Старі версії mambo-phpShop все ще доступні для завантаження, але вже не мають активної підтримки. 

### Історія версій
- 1.0.0 — 23 листопада 2005
- 1.1.0 — 23 квітня 2008
- 1.1.9 — 20 червня 2011
- 2.0.0 — 19 грудня 2011
- 2.0.26 — 10 січня 2014
- 3.0.2 — 27 листопада 2014
- 3.0.14 — 11 березня 2016

VirtueMart 1.1.x було завантажено з офіційного сайту більше 500 тис. разів. На ньому працювало кілька сотень тисяч інтернет-магазинів.

## Опис
VirtueMart — найпопулярніший компонент для Joomla в галузі електронної комерції. Цього він досяг завдяки безкоштовності, розширюваності і величезному функціоналу. VirtueMart підтримує необмежену кількість продуктів і категорій, а також валют для кожного продукту, призначення продукції безлічі категорій, можливість продавати віртуальну продукцію, а також надає можливість відключити функцію продажу і використовувати VirtueMart в режимі каталогу. Система дозволяє мати різні ціни для однієї продукції в залежності від кількості чи приналежності покупця до певної групи, і надає можливість використання різних платіжних систем.
У VirtueMart реалізована система знижок, купонів, а також великий вибір систем оплати та способів доставки. Функціонал, що забезпечує можливість роботи декількох продавців, заявлений в VirtueMart 1.1.0, в даній гілці не до кінця був реалізований, тому його остаточна реалізація перенесена у версію 2.0.0.
VirtueMart є вільним програмним забезпеченням і весь PHP-код повністю доступний для редагування і перегляду. Це дозволяє розробникам переглядати, оновлювати або змінювати можливості і функції інтернет-магазину. На додаток до всього, VirtueMart використовує спрощені шаблони («fly pages» в VirtueMart), що мають можливість змінювати зовнішній вигляд інтернет-магазину і мають HTML і CSS формат.
При перенесенні VirtueMart з Mambo на Joomla розробники не приділили належної уваги відмінностям міжсистемами, тож в результаті VirtueMart гілки 1.0.x містить в собі багато старого процедурного коду і компоненти, вже існуючі в Joomla, але з якихось причин не використовуються (шаблонизатор, з'єднання з базою тощо).

## Системні вимоги
VirtueMart — це лише доповнення для Joomla! / Mambo, тож це пз має ті ж вимоги.

### 3.0.18
- PHP 5.3+
- MySQL 5.5,
- параметри PHP: 128 Мб RAM (мінімум 64 Мб). [4]

### 1.1.6
- Joomla! 1.5.x
- PHP 4.2.x; рекомендується PHP 5.2.x
- MySQL 3.23.x; рекомендується: MySQL 5.0.x
- Apache 1.13.19; рекомендується: Apache 2.2.x

### 1.0.15
- Joomla! 1.0.x або Mambo (> = 4.5.1)
- PHP 4.2.x; рекомендується PHP 4.4.x
- MySQL 3.23.x; рекомендується: MySQL 4.0.x
- Apache 1.13.19; рекомендується: Apache 2.x

Необхідні такі розширення / додавання PHP - MySQL, XML та Zlib. Підтримка HTTPS (OpenSSL) і cURL рекомендується.